# Assur-resh-ishi I
Aššur-rēša-iši I geschreven als maš-šur-SAG-i-ši betekenend “Aššur heeft mijn hoofd opgeheven”  was (1133 v.Chr.-1116  v.Chr.) koning van Assyrië.
Hij volgde effectief zijn grootvader Assur-dan I  op in 1133 v.Chr., nadat zijn vader Mutakkil-Nusku en diens oudere broer een jaar om de troon hadden gevochten en beide van het toneel verdwenen waren. Hij wist het Assyrische rijk redelijk staande te houden in een tijd van grote internationale beroering.  Hij streed bij herhaling tegen de opdringende Aramese stammen in het westen.. Dezen kwamen in zijn tijd in groten getale over de Eufraat. In de dunnu van Tell Sabi Abyad door Tukulti-Ninurta I in de streek rond de Balich gesticht om de westgrens te versterken, dateert de laatste gevonden tekst uit de tijd van Aššur-rēša-iši. Assyrië moest in zijn tijd dat gebied, het oude Hanigalbat, aan de Arameeërs overlaten. Er is ook een vermelding dat er bij Arba'il een veldslag plaatsvond met Ninurta-nadin-shumi van Babylonië. 